# Cerkiew Przemienienia Pańskiego w Kiesi

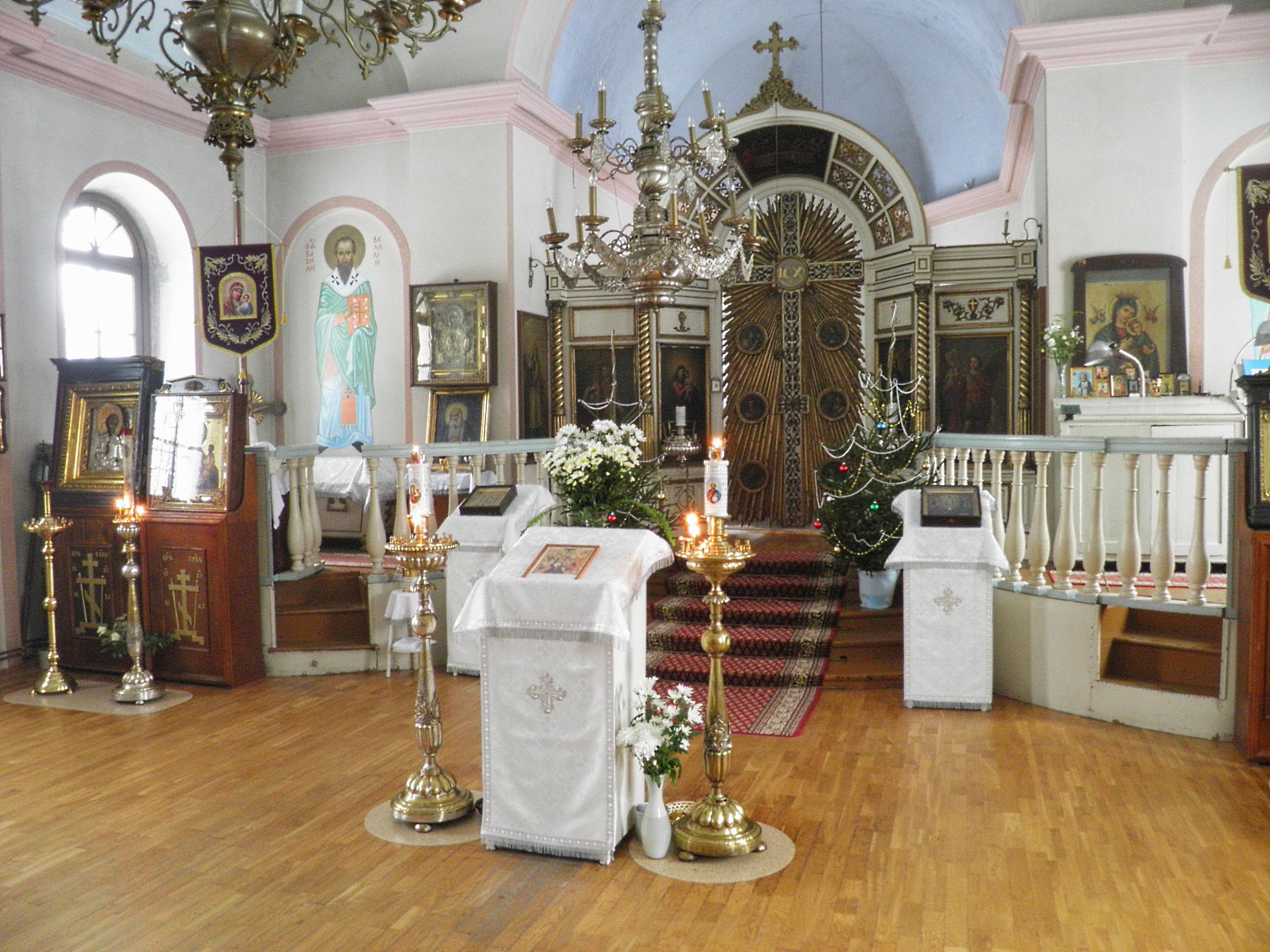
Wnętrze cerkwi

Cerkiew Przemienienia Pańskiego – prawosławna cerkiew w Kiesi, w dekanacie valmierskim eparchii ryskiej Łotewskiego Kościoła Prawosławnego.

## Historia
Cerkiew została wzniesiona w parku na terenie majątku generała hrabiego Karla Eberharda von Siewersa, w rękach którego był tutejszy zamek i który był również jednym z fundatorów obiektu sakralnego. Na miejscu świątyni znajdował się wcześniej katolicki kościół św. Katarzyny, który w XIX w. był już zrujnowany. Poza nim pieniądze na budowę wydzielił car Mikołaj I oraz inni darczyńcy. 6 sierpnia 1845 r. gotowa świątynia została poświęcona przez biskupa ryskiego Filareta. Przed 1917 r. miejscowa parafia liczyła około tysiąca wiernych, a nabożeństwa odbywały się w językach cerkiewnosłowiańskim i łotewskim. Była również prowadzona szkoła parafialna, a w Kiesi działał prawosławny cmentarz.
W Łotewskiej SRR cerkiew w Kiesiu była jedyną czynną świątynią prawosławną w rejonie.
Cerkiew została wzniesiona z kamienia, posiada jedną kopułę nad nawą i drugą nad niską dzwonnicą. Reprezentuje styl rosyjsko-bizantyjski. We wnętrzu budynku znajduje się jednorzędowy ikonostas. Malowidła we wnętrzu budynku wykonał estoński malarz Johann Köler. Za świątynią pochowano hrabiego Karla Siewersa i jego małżonkę Jelenę oraz jego syna hrabiego Emmanuela Siewersa z żoną Jelizawietą.